# Déchirure musculaire
 Mise en garde médicale
La déchirure musculaire (aussi appelée claquage ou déchirement) correspond à l'élongation traumatique d'un muscle avec destruction d'une ou plusieurs fibres musculaires et éventuellement de tendons.
Cet accident musculaire peut généralement être classé parmi les « lésions anatomiques d'origine intrinsèque », c'est-à-dire survenant spontanément et non à la suite d'un coup, d'une coupure, etc.
Il peut être très douloureux et implique une immobilisation de plusieurs semaines.

## Épidémiologie
Cette blessure est bien connue des grands sportifs, notamment chez les sprinters, mais aussi dans de nombreux sports pour les muscles ischio-jambiers qui peuvent se déchirer lors d’étirement à faible vitesse et surtout durant leurs contractions excentriques. Les danseurs, artistes de cirque et de scène sont aussi particulièrement concernés, mais elle n'est pas limitée aux athlètes : une déchirure peut se produire lors de tâches quotidiennes. Néanmoins, les personnes pratiquant un sport seraient plus susceptibles de subir une déchirure, sans doute en raison d'une augmentation de la masse ou de la force du muscle[réf. nécessaire].
La médecine sportive différencie parfois ces lésions selon leur gravité (ex : Guillodo & al, 2012) : 
- lésion musculaire mineure ; elles constituent 33 à 54 % des cas. Avec une échographie et une IRM normale, ce sont celles qui impliquent un arrêt sportif de moins de 40 jours, permettant une reprise du jogging en moyenne à 15 jours et reprise totale du sport, au même niveau que lors de la blessure, à 21 jours, en moyenne[6] ;
- lésion musculaire majeure ;  elles constituent  46 à 67 % des cas et correspondent à une imagerie médicale mettant en évidence un moignon musculaire. La pratique sportive est arrêtée durant au moins 40 jours avec une reprise du jogging en moyenne à 40 jours et une reprise totale du sport, en moyenne, à 60 jours[6].

Il existe des cas intermédiaires où il est difficile de prédire la possibilité de reprise sportive.
Bien que les déchirures au niveau de la cuisse et du mollet soient plus fréquentes, tous les muscles peuvent potentiellement être déchirés et/ou désinsérés, même des muscles apparemment bien protégés (dont par exemple ceux qui animent et contrôlent le globe oculaire). Ainsi, le coup de fouet laryngien est un cas de laryngopathie traumatique, favorisé par le surmenage, le malmenage vocal, une laryngite, des troubles endocriniens (en période prémenstruelle et menstruelle), l'alcool, le tabac. Un autre cas particulier est celui des déchirures périnéales et des sphincters lors de certains accouchements (prévenues par l'épisiotomie, pratique parfois controversée)

## Physiopathologie
Cette déchirure est caractérisée par :
- une atteinte irréversible des fibres musculaires
- une atteinte du tissu conjonctif de soutien
- une atteinte éventuelle du réseau nerveux et sanguin (⇒  ecchymose ou hématomes internes et parfois externes)

avec d'éventuelles répercussions sur les liaisons tendon-os.

## Symptômes
Typiquement, une déchirure musculaire se manifeste par les étapes suivantes :
1. Violente et brutale douleur (explosive, en « coup de poignard »[10], localisée) dans le muscle concerné, avec souvent une sensation de claquage.
2. Le muscle est instantanément paralysé, il ne peut plus être mobilisé par le patient : l'étirement passif est rendu impossible et la contraction isométrique est impossible ou très douloureuse[10] ; tout mouvement mobilisant ce muscle induit une répétition de la douleur initiale ; la palpation induit ce que les médecins appellent une douleur exquise.
3. Dans les heures ou jours suivants apparaissent un ou plusieurs hématomes, souvent accompagnés de phénomènes de décoloration et d'ecchymoses autour du muscle déchiré ou élongé ; le membre peut gonfler, avec un œdème dont l'importance varie selon la gravité et la localisation de la déchirure et selon la suffusion sanguine secondaire, mais aussi selon la qualité des premiers soins donnés au patient (cryothérapie...) ; si le placard œdémateux et inflammatoire suit le trajet d'une veine saphène, il doit faire évoquer une thrombose veineuse superficielle ; les ecchymoses sont plus ou moins importantes et visibles selon l'ampleur, la position et la profondeur de la blessure, et selon l'atteinte du système vasculaire.
4. La raideur localisée du muscle concerné persiste durant plusieurs semaines, entraînant parfois des séquelles plus durables.

## Prise en charge
Elle commence par un interrogatoire et un bilan clinique, souvent suivis ou accompagnés d'une échographie.
En 1990 les retours d'expériences réalisées dans les années 1980 par les centres médico-sportifs (CMS de Lyon par exemple) et une revue de la littérature laissent penser que :
- doit être menée une prise en charge précoce (si possible immédiate associant compression immédiate, cryothérapie), puis drainage lymphatique, étirements passifs (puis actifs une fois la période douloureuse passée)[11] ; la prise en charge doit être prolongée et toujours basée sur les observations physiopathologiques ; elle se termine par un réentraînement progressif et codifié du muscle lésé[11] ;
- pour bien adapter le traitement à chaque patient il est important de rapidement évaluer la gravité de la lésion[11] ;
- une régénération musculaire peut se faire à partir des cellules satellites de Mauro[11] ;
- « La clinique doit insister sur la recherche d'un défect musculaire signant la déchirure et le degré de gravité »[11].

Elle vise à limiter les déficiences (douleurs, perte d'amplitudes articulaires et/ou de force musculaire), vérifier qu'il n'y a pas d'autres dégâts (fracture, rupture de tendon, désinsertion...)  et à restaurer une bonne proprioception et stabilité musculaire.
La durée d'arrêt du sport est d'une semaine pour une lésion bénigne ne concernant pas un muscle sollicité dans ce sport et jusqu’à six semaines voire plus pour une lésion grave.
Selon une étude française de 2009, même dans les milieux sportifs théoriquement informés il est fréquent que le club sportif ne respecte pas le protocole RICE (pas de glace disponible ou appliquée dans 40 % des cas lors de cette étude de 1 an en Bretagne), pas de compression dans 80 % des cas
. En 1997, une étude danoise avait déjà montré que même les médecins urgentistes danois le sous-utilisent.
Ensuite, il est fréquent que le patient et/ou le kinésithérapeute ne respectent pas le traitement de rééducation prescrit par le médecin (notamment quand les symptômes s'estompent, alors que la lésion n'est cependant pas cicatrisée, et quand le patient n'a pas les moyens financiers ou matériels ou le temps disponible pour se déplacer chez le kinésithérapeute), ce qui pourrait expliquer que la rééducation ait finalement un faible impact sur la guérison de la lésion musculaire (lors de cette étude, la conclusion était que « le temps d’indisponibilité sportive est statistiquement le même que la rééducation soit faite ou pas, avec ou sans musculation », aussi bien pour le groupe des traumatismes bénins (moins de 40 jours d'arrêt d'activité sportive) que pour les groupes des traumatismes plus graves (plus de 40 jours). Les auteurs concluaient que « la rééducation, telle qu’elle est faite par les kinésithérapeutes, ne permet pas une guérison plus rapide », et ils ont constaté des récidives de traumatisme, soit sur le même groupe musculaire (8 %), soit sur un autre groupe (28 %). Lors de cette étude il a été observé qu'« un tiers des kinésithérapeutes ne fait pas la musculation prescrite. Pourtant, la musculation, notamment excentrique, fait l’objet d’un consensus fort des médecins du sport face à une lésion musculaire ».

## Diagnostic, diagnostic différentiel

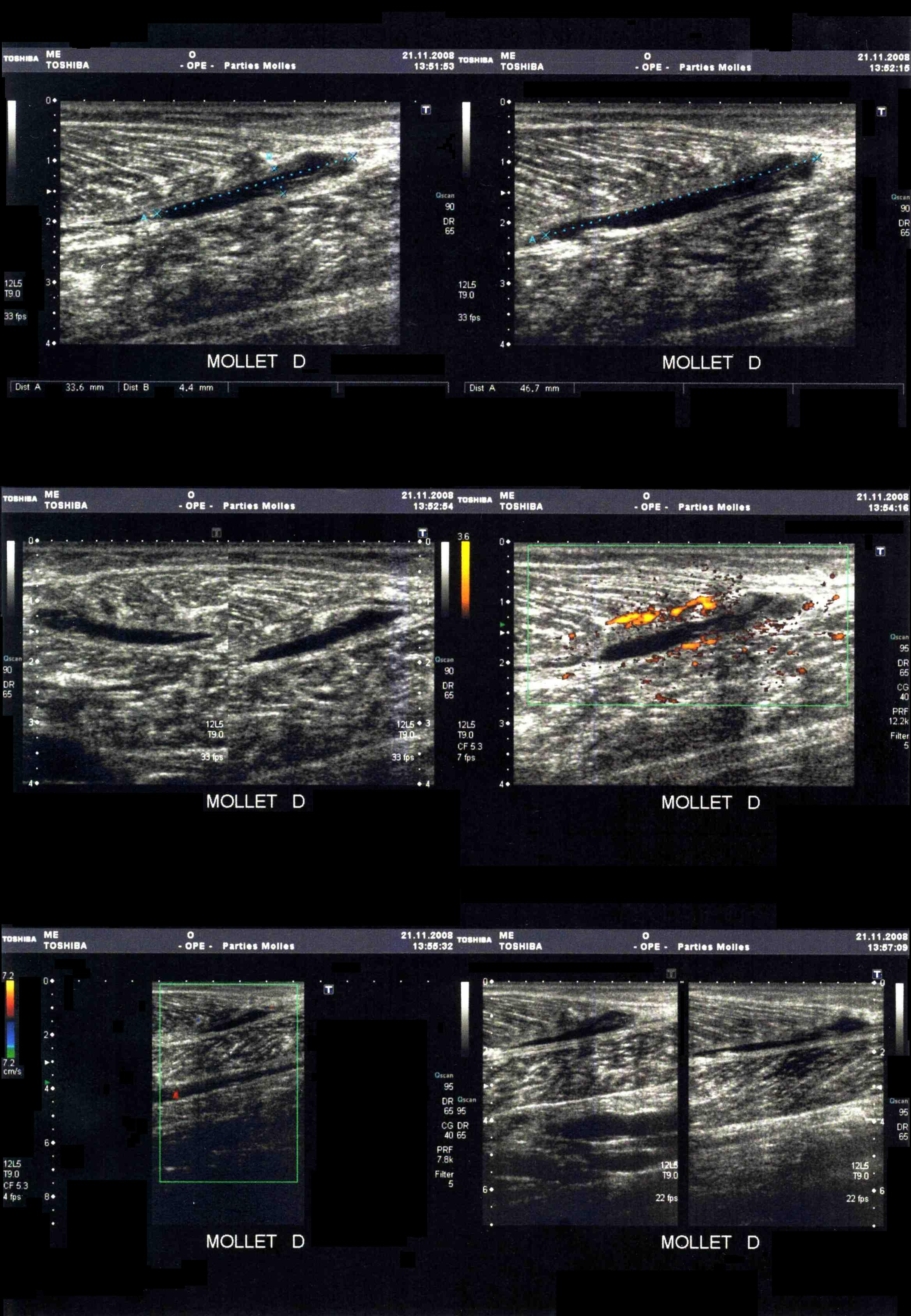
Échotomographie d'une déchirure musculaire de 46 mm × 4 mm sur le jumeau interne du muscle gastrocnémien (mollet droit).
La déchirure apparait sous la forme d'une zone hypoéchogène (sans écho, et donc noire).

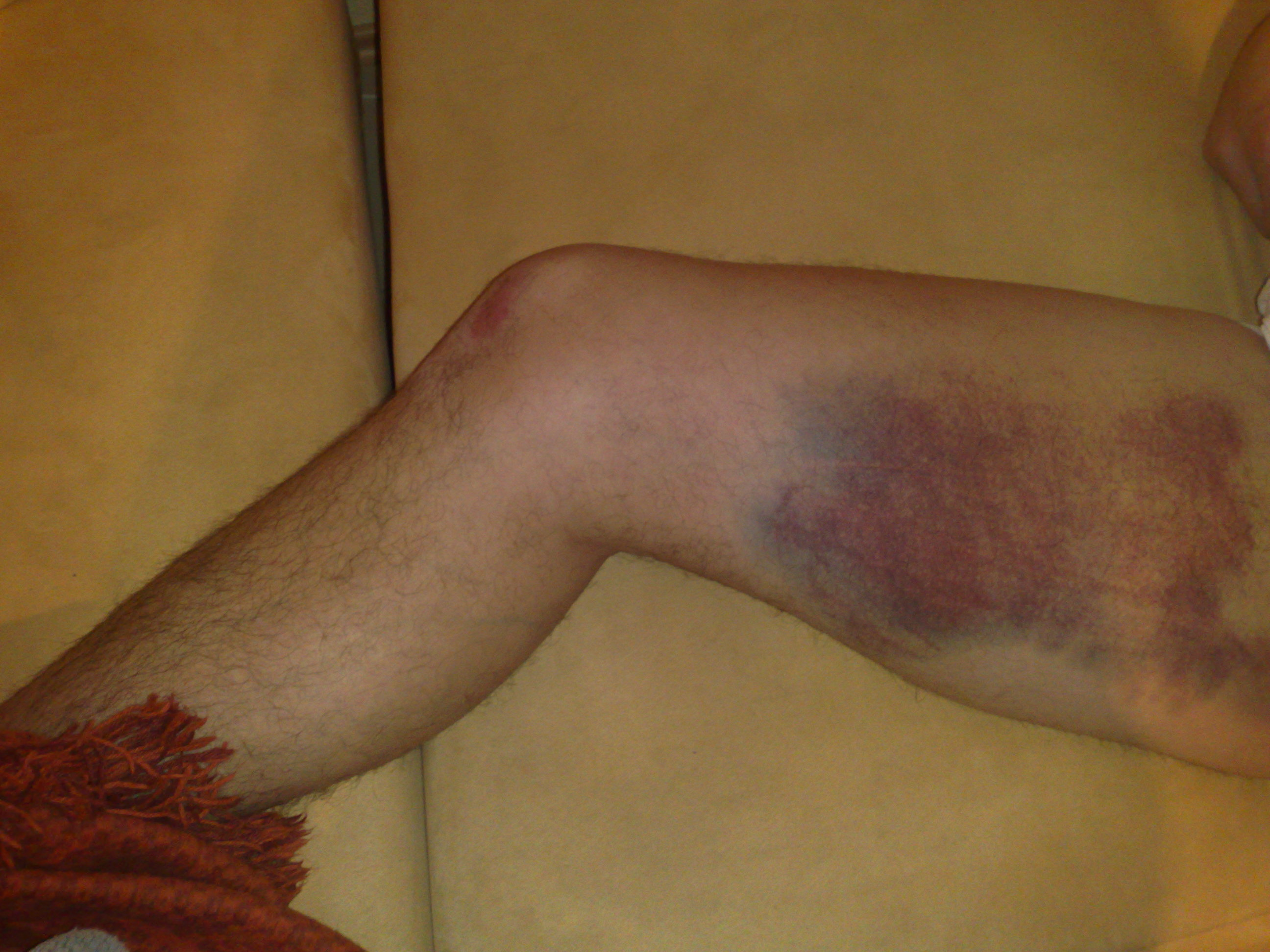
Ecchymoses et colorations/décolorations induites par une déchirure musculaire

En cas de doute ou pour préciser les dégâts musculaires dans les cas les plus graves, une déchirure peut être mise en évidence par l'imagerie médicale :
- échographie/échotomographie : « examen le plus utile et le moins cher, permet une étude des fibres musculaires, des tendons et des aponévroses. Ses limitations sont la mauvaise analyse des zones profondes, comme l’insertion proximale des ischio-jambiers, et la difficulté à détecter parfois les cicatrices »[3].
- IRM : plus coûteuse, elle est aussi plus sensible, sans toutefois permettre d’étudier directement les fibres musculaires[16]. Elle est utilisée en cas d'insuffisance de diagnostic par échographie (en deuxième intention)[3].

Le diagnostic différentiel visera à éliminer d'éventuelles incertitudes de confusion parfois possible avec l'entorse, une foulure ou une fracture.

## Causes, facteurs de prédisposition, facteurs aggravants
Une déchirure musculaire est principalement causée par :
- un effort inhabituel, excessif ou brusque ;
- un manque d'échauffement ou un échauffement inadéquat avant un effort intense ;
- un état de fatigue avancé ;
- une déshydratation, dénutrition ;
- un muscle peu entraîné et un manque de souplesse.

## Traitement
Une fois le diagnostic de traumatisme aigu par déchirure musculaire posé, le traitement comporte généralement  5 étapes avec une première phase dites P.R.I.C.E. (procédé mnémotechnique), qui évoque les notions de :
1. Protection : ne pas exacerber le traumatisme (⇒  ne pas masser un muscle lésé, même avec un gel anti-inflammatoire), protéger le muscle grâce par exemple à un rembourrage atténuant le risque d'impact avec des objets.
2. Repos : le repos est nécessaire, il accélère la cicatrisation[10] du muscle et réduit les risques de rechutes.
3. Ice (glace) : l'application (modérée) de glace aide à réduire la douleur, mais aussi l'enflure, en réduisant le flux sanguin vers le site de la lésion. La glace ne doit pas être en contact direct avec la peau, ni être appliquée plus de 20 min par heure. Un problème est qu'il est parfois difficile de se procurer rapidement de la glace (cas d'un jogger dans la nature, par exemple), et il manque un protocole reconnu et publié[18] sur la durée d'application et les modalités d'application de la glace[19],[20]

Ensuite deux méthodes complémentaires peuvent être mobilisées :
1. Compression immédiate du muscle traumatisé : le muscle concerné est enveloppé pour diminuer l'œdème avec un bandage élastique enveloppant. Ce geste est méconnu des sportifs. Il est recommandé en cas de désinsertion du jumeau interne[21], notamment au tennis[22] mais a été discuté par certains auteurs[23] ;
2. élévation du membre touché : au plus près du niveau du cœur, toujours pour limiter l'accumulation du sang dans la zone blessée.

### Durant la «phase inflammatoire»
Le contrôle de l'inflammation est essentiel durant cette phase (qui dure environ 10 jours). 
Il vise à accélérer le processus de guérison, diminuer l'œdème et la douleur, ce qui passe en général par la prescription d'un médicament de type AINS (anti-inflammatoire non-stéroïdien), ibuprofène par exemple, qui à la fois réduit l'inflammation immédiate et soulage la douleur ; toutefois, les AINS et notamment l'aspirine et l'ibuprofène, affectent la fonction plaquettaire (ce sont des « anticoagulants » ) et ne doivent pas être pris pendant la période où le tissu saigne car ils augmenteraient alors l’œdème par épanchement sanguin et donc le gonflement du membre touché. Quand le saignement interne est arrêté, les AINS peuvent alors être utilisés avec une certaine efficacité pour réduire l'inflammation et la douleur.
Durant cette phase de 10 jours, le repos est prescrit, avec si nécessaire une cryothérapie, contention, une position du muscle « en course interne », voire si nécessaire une ponction de l'hématome.

### En phase de cicatrisation
Cette phase dure environ du jour 10 au jour 21.
Des séances douces de kinésithérapie sont recommandées, conjointement à une reprise progressive de l'appui si c'est un muscle de la jambe qui est touché. Le kinésithérapeute et le patient peuvent notamment utiliser la chaleur, des massages, une musculation statique. La prise en charge s'appuie sur la « traction dirigée » et le renforcement musculaire qui permet aussi la meilleure cicatrisation de la lésion. Les délais, l'intensité et la longueur des exercices seront adaptés à la gravité de la lésion en fonction des données de l’examen clinique et toujours en respectant le seuil douloureux.
La mésothérapie peut faire appel à divers médicaments, ex. : piroxicam, lidocaïne 1 %, étamsylate (en), thiocolchicoside et à un apport en magnésium.

### En phase de récupération / rééducation
En fin de période de repos (de plusieurs semaines), du jour 21 à 45, des étirements, des massages transverses profonds de la cicatrice et une musculation dynamique peuvent être recommandés.
La pertinence et l'efficacité de certains types de massages sont discutées, de même que celles des traitements par ultrasons.
La (re)musculation (notamment excentrique) est consensuellement recommandée par la médecine sportive pour réparer les traumatismes musculaires. Elle permet la rééducation mécanique. Elle évite une cicatrisation anarchique qui risque d'induire des douleurs chroniques et/ou des récidives. L'activité de traction musculaire facilite la bonne orientation des fibres musculaires nouvelles, tout en réduisant les risques de fibrose musculaire. Alors que l'immobilisation nuirait au contraire à la réorientation normale des fibres, tout en diminuant la vascularisation et l’innervation locales, essentielles pour la bonne cicatrisation. 
La musculation excentrique se pratique d'abord en salle puis (pour le sportif) se prolonge par un travail pliométrique, sur le terrain. 

Cependant, certains auteurs (ex : Sherry et Best en 2004) mettent en question la pertinence d'un vrai travail de musculation dans la rééducation des lésions musculaires et une méta-ananlyse de Mason et al. (2007) sur la rééducation de lésions des ischiojambiers, ne conclut pas à des preuves de l’efficacité du travail musculaire.
La Procaïne, la vitamine E, la vitamine C peuvent être prescrites en mésothérapie épidermique.
Comprendre comment l'accident est survenu et l'ampleur de la blessure, ou s'il s'agit déjà d'une récidive permet aussi une rééducation plus apte à prévenir les récidives lésionnelles.  La médecine du sport cherche à élaborer des tests prédictifs de reprise sportive aussi précis que possible. À ce jour, aucun test clinique, ni l’échographie, ni l’IRM ne permettent de garantir que la cicatrisation du muscle soit parfaite. Il est donc proposé de reprendre progressivement et prudemment les activités physiques ou sportives.

### Séquelles possibles
Parmi les séquelles possibles, on peut citer le risque de récidive et la thrombose veineuse profonde.
Dans ce cas le programme de rééducation peut et doit être adapté au type de séquelle.
Remarque : 
- un usage thérapeutique des ultrasons peut parfois permettre d'améliorer la cicatrisation des fibres musculaires ;
- de même pour les traitements par ondes de choc (ODC) radiales ; sur 30 patients présentant des séquelles douloureuses après déchirure musculaire, 80 % d’entre eux se sont trouvés soulagés, « satisfaits du traitement »[37].

## Prévention
Chez les sportifs, un bon échauffement et des entraînements réguliers, ainsi que des exercices musculaires de renforcement « excentrique » semblent pouvoir diminuer le risque de déchirure ou de récidive après une déchirure bien rééduquée, notamment au niveau des ischio-jambiers (l'une des blessures les plus fréquentes chez les sportifs), par exemple grâce au Nordic Hamstring.